# Katastrofa lotu Air France 422
Katastrofa lotu Air France 422 wydarzyła się 20 kwietnia 1998. Boeing 727-230 lecący z Bogoty do Quito, rozbił się kilka chwil po starcie z lotniska. Zginęły 53 osoby (43 pasażerów i 10 członków załogi) – wszyscy na pokładzie.
Boeing 727-230 (nr rej. HC-BSU) miał 19 lat i wylatane ponad 34 400 godzin. Linie Air France wypożyczyły feralnego Boeinga od ekwadorskich linii TAME. 20 kwietnia 1998 roku samolot odbywał lot z Bogoty do Quito. Maszyna wystartowała z lotniska El Dorado International Airport z pasa nr 13. Samolot bezpośrednio po starcie miał skręcić 90° w prawo w stronę latarni „Romeo”. O godz. 16:47 boeing uderzył w bok góry Cerro el Cable na wysokości 3100 m. W katastrofie zginęły wszystkie osoby znajdujące się na pokładzie samolotu.